# Андрю Таненбаум
Андрю Стюарт „Анди“ Таненбаум (Andrew Stuart „Andy“ Tanenbaum) е професор по компютърни науки в Свободния университет в Амстердам, Холандия. Той е най-известен като автор на Миникс, свободна, подобна на Юникс операционна система за образователни цели, както и с учебниците си по информатика. Той смята преподаването за най-важното си занимание.
Роден е на 16 март 1944 г. в Ню Йорк. Получава бакалавърска степен по физика в MIT през 1965 г. и докторска степен отново по физика от Калифорнийския университет в Бъркли през 1971 г. Премества се в Холандия, за да живее със съпругата си, която е холандка и води курсове по организация на компютъра и операционни системи в Свободния университет в Амстердам.

## Книги
- Компютърни мрежи, (в съавторство с Дейвид Уетерхол) ISBN 978-0-13-212695-3
- Операционни системи: дизайн и имплементтация, (в съавторство с Алберт Удхул), ISBN 978-0-13-142938-3
- Съвременни операционни системи, ISBN 978-0-13-600663-3
- Разпределени операционни системи, ISBN 978-0-13-219908-7